# Linchamiento de Joe Coe
Joe Coe, también conocido como George Smith, fue un trabajador afroamericano que fue linchado el 10 de octubre de 1891 en la ciudad de Omaha, Estados Unidos. Abrumados por una multitud de mil individuos en el Palacio de Justicia del Condado de Douglas, los doce policías de la ciudad renunciaron a defender el lugar. Posteriormente, el alcalde calificó el linchamiento como "lo más deplorable que ha sucedido en la historia del país".

## Biografía
Coe era un hombre casado con dos hijos que vivía en la calle 12 North al norte del centro de Omaha. El 7 de octubre de 1891, Lizzie Yates, una niña blanca de cinco años que también vivía en North Omaha, acusó a Coe de agredirla. Antes de que se dictara el veredicto, se extendió el rumor de que Coe se iba a salir con la suya, de que la niña estaba muriendo y de que Coe recibía un pequeño castigo.
Una multitud de hombres ya se había reunido en el antiguo palacio de justicia del condado de Douglas el día en que llevaron a Coe para presenciar un ahorcamiento programado para ese día pero no relacionado con el caso de Coe. Circulaban rumores por Omaha de que la niña había muerto, la parte culpable estaba en la cárcel y solo iba a ser castigada con 20 años de prisión.
Al día siguiente, una turba de varios cientos a 1000 hombres se formó en el centro de Omaha a principios del 10 de octubre y abrumó a la policía en el juzgado. El concejal Moriarty pasó su bastón por una ventana y condujo a los hombres contra el juzgado. Los líderes llevaron a Coe a la casa de la supuesta víctima en el vecindario de Near North Side para que los padres lo identificaran. La madre dijo de inmediato que había visto a Coe deambulando por la casa, aunque no juraría que era él.
Cuando la turba llevó a Coe de regreso al juzgado para que lo lincharan, James E. Boyd, el gobernador de Nebraska y el alguacil del condado pidieron a los hombres que se dispersaran. En cambio, a medianoche, una multitud de entre 1000 y 10 000 personas se había reunido en el juzgado. La turba golpeó a Coe y lo arrastró por las calles. Probablemente ya estaba muerto cuando lo colgaron de un cable de tranvía en las calles 17 y Harney. El alcalde de Omaha, Richard C. Cushing, rápidamente condenó el linchamiento como "la cosa más deplorable que ha sucedido en la historia del país".

## Secuelas
Siete hombres fueron arrestados por el crimen, incluido el jefe de policía y el gerente de una gran tienda de productos secos. Una turba se reunió fuera de la cárcel y amenazó con destruirla a menos que los sospechosos fueran liberados bajo fianza, pero el fiscal del condado estaba decidido a rechazarlos.
Al día siguiente, cuando el cuerpo de Coe fue puesto a la vista del público en un depósito de cadáveres en el centro de la ciudad, pasaron seis mil espectadores. Los vendedores ambulantes vendían trozos de la cuerda de linchamiento como souvenirs.
Diez días después del linchamiento, el forense asistente del condado de Douglas testificó ante el tribunal que Smith murió de "miedo", más que de las heridas que le infligió la turba. Esas heridas incluían dieciséis heridas en su cuerpo y tres vértebras rotas en su columna vertebral. A pesar de esto, el forense testificó, "[E]l corazón estaba tan contraído y la sangre estaba en tal condición que el médico estaba convencido de que el hombre estaba literalmente muerto de miedo". El fiscal del condado Mahoney dijo que tendría que modificar los cargos contra los linchadores. El gran jurado decidió no procesar.